# Hemiauchenia edensis
Hemiauchenia edensis es una especie de mamífero artiodáctilo extinto integrante del género Hemiauchenia. Este camélido habitó en América del Norte.

## Taxonomía
Esta especie fue descrita originalmente en el año 1921 por el paleontólogo Childs Frick.
Etimología
Etimológicamente, el término específico edensis refiere al horizonte estratigráfico donde fue colectado el tipo portador del nombre: correspondiente a la edad mamífero Mount Eden.
Edad atribuida
Las edades postuladas para los estratos portadores fueron asignadas al Plioceno inferior.
Caracterización y relaciones filogenéticas
Hemiauchenia edensis se caracteriza sus miembros bastante gráciles y dientes pequeños; presenta molares inferiores estrechos, con lófidos vestibulares angulosos, proto y parastilidos bien desarrollados y estilidos interlobulares y tamaño pequeño con respecto a los camélidos norteamericanos.
Como las restantes Hemiauchenia, posee tamaño grande con respecto a Lama, rostro dolicognato, metacarpo más largo que el húmero, huesos de los miembros alargados y gráciles (índice de gracilidad de los metapodiales inferior a 0,13).